# Lista de filmes portugueses de 2010
Lista de filmes portugueses de longa-metragem lançados comercialmente em Portugal em 2010, nas salas de cinemas.
Nota: Na coluna coprodução, passando o cursor sobre a bandeira aparecerá o nome do país correspondente.
| #  | Filme                             | Realização                | Género                            | Estreia        | Coprodução                   | Class |
| -- | --------------------------------- | ------------------------- | --------------------------------- | -------------- | ---------------------------- | ----- |
| 1  | Assalto ao Santa Maria            | Francisco Manso           | Drama, romance                    | 23 de setembro | —                            | M/12  |
| 2  | A Bela e o Paparazzo              | António-Pedro Vasconcelos | Comédia, romance                  | 28 de janeiro  | —                            | M/12  |
| 3  | Cinerama                          | Inês de Oliveira          | Drama                             | 11 de março    | —                            | M/12  |
| 4  | Como Desenhar um Círculo Perfeito | Marco Martins             | Drama                             | 6 de maio      | —                            | M/16  |
| 5  | Contraluz                         | Fernando Fragata          | Drama, romance, ficção científica | 22 de julho    | Estados Unidos               | M/12  |
| 6  | Duas Mulheres                     | João Mário Grilo          | Drama                             | 24 de junho    | —                            | M/16  |
| 7  | Embargo                           | António Ferreira          | Comédia, drama                    | 30 de setembro | Brasil · Espanha             | M/12  |
| 8  | Fantasia Lusitana                 | João Canijo               | Documentário                      | 29 de abril    | —                            | M/6   |
| 9  | Filme do Desassossego             | João Botelho              | Drama                             | 29 de setembro | —                            | M/12  |
| 10 | Um Funeral à Chuva                | Telmo Martins             | Comédia, drama                    | 3 de junho     | —                            | M/16  |
| 11 | Ilha da Cova da Moura             | Rui Simões                | Documentário                      | 13 de maio     | —                            | M/6   |
| 12 | O Inimigo Sem Rosto               | José Farinha              | Drama                             | 5 de agosto    | —                            | M/16  |
| 13 | José e Pilar                      | Miguel Gonçalves Mendes   | Documentário                      | 18 de novembro | Brasil · Espanha             | M/6   |
| 14 | Lisboa Domiciliária               | Marta Pessoa              | Documentário                      | 16 de setembro | —                            | M/12  |
| 15 | Marginais                         | Hugo Diogo                | Drama, musical                    | 16 de setembro | —                            | M/16  |
| 16 | Mistérios de Lisboa               | Raúl Ruiz                 | Drama, mistério                   | 21 de outubro  | França                       | M/12  |
| 17 | Muitos Dias Tem o Mês             | Margarida Leitão          | Documentário                      | 10 de junho    | —                            | M/12  |
| 18 | Pare, Escute, Olhe                | Jorge Pelicano            | Documentário                      | 8 de abril     | —                            | M/6   |
| 19 | Quero Ser uma Estrela             | José Carlos de Oliveira   | Drama                             | 28 de outubro  | —                            | M/16  |
| 20 | A Religiosa Portuguesa            | Eugène Green              | Drama                             | 6 de maio      | França                       | M/12  |
| 21 | Ruínas                            | Manuel Mozos              | Documentário                      | 1 de abril     | —                            | M/6   |
| 22 | O Último Voo do Flamingo          | João Ribeiro              | Suspense                          | 16 de setembro | Brasil · França · Moçambique | M/12  |
| 23 | Vai com o Vento                   | Ivo Ferreira              | Documentário                      | 7 de outubro   | —                            | M/6   |